# 念興寺
念興寺(ねんこうじ)は岐阜県郡上市和良町にある阿弥陀如来を本尊とする浄土真宗大谷派の寺院で、山号は松沢山。高賀山の鬼の首とされるものが伝わっている。
もと長滝寺の末寺で正安3年（1301年）天台宗の寺院として建立されたが、2世祐晃が覚如上人に帰依して浄土真宗に改宗する。さらに明応7年(1497年)には11世住持の無我が蓮如上人に帰依している。元禄7年（1694年）に粥川太郎右衛門より藤原高光が退治したという高賀山の鬼の首と伝わる角の生えた頭蓋骨を譲り受けた。これは現在まで伝わっており、予約をすれば拝観することができる。現在の鐘楼は天保7年（1836年）、本堂は明治11年（1878年）建築のものである。